# Illa de Brasil

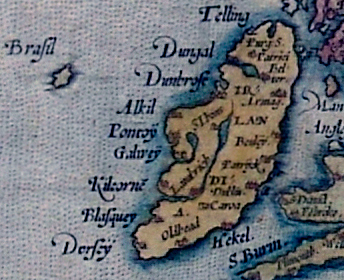
L'illa de Brasil davant les costes d'Irlanda, en un mapa d'Europa d'Abraham Ortelius datat del 1572

L'illa de Brasil, o Hy-Brasil, és una illa fantasma.
El 1498, Pedro de Ayala, ambaixador dels reis Catòlics davant la cort anglesa, informava que feia set anys que els navilis anglesos buscaven l'illa. Aquestes expedicions, de fet, es van poder iniciar cap al 1480, relacionades amb la recerca de caladors de bacallà. També parlava d'aquestes expedicions cap al 1498 John Day, un mercader anglès, en una carta dirigida probablement a Cristòfor Colom, en què afirmava que hi havien arribat uns mariners de Bristol i, per tant, la situava a l'Atlàntic Nord, pròxima a Terranova i en relació amb les expedicions de John Cabot.